# Armen Tigranian
Armen Tigranian (orm. Արմեն Տիգրանյան; ur. 14 grudnia 1879 w Giumri, zm. 10 lutego 1950 w Erywaniu) – ormiański kompozytor operowy. Absolwent Konserwatorium Tyfliskiego (w klasach: Makara Jekmaliana i Nikołaja Klonowskiego). Autor pierwszej ormiańskiej opery, która została wystawiona.

## Opery
- „Anusz” - 1912
- „Dawid Beg” - 1950